# Indicateurs locaux pour l'information sur les addictions
En France, les indicateurs locaux pour l'information sur les addictions (ILIAD) regroupent les principaux indicateurs disponibles aux niveaux départemental et régional dans le domaine des addictions aux substances licites et illicites. Elle comprend des données fournies dans l'ensemble des départements et ne contient pas de chiffres issus d'enquêtes spécifiques menées au niveau local. 
Les données ILIAD sont incluses dans le système cartographique ODICER (Observations des Drogues pour l'Information sur les Comportements En Régions).